# MBC 드라마넷
MBC 드라마넷(MBC Dramanet)은 MBC의 드라마와 예능 프로그램을 편성하는, MBC 플러스의 유료 텔레비전 채널이다.

## 제공 시보
• 현대해상